# هاب (انجمن)
هاب یک تالار گفتگو با دامنه onion در وب تاریک است که روی بازار دارکنت، بررسی، ارز دیجیتال و امنیت متمرکز است.
این سایت در ردیت پس از DarkNetMarkets  محبوب ترین است.  در ژانویه ۲۰۱۴ این سایت به عنوان جایگزینی امن‌تر و با ثبات‌تر از دارک‌نت‌مارکت راه اندازی شد.  فروشندگان باید قبل از دریافت وضعیت فروشنده در انجمن تأیید شوند. هاب، میزبان فرناندو کاودویلا، "DocTorX" است که به عنوان مشاور برای مصرف کنندگان مواد مخدر این سایت فعالیت می‌کند. او به بیش از هزار سؤال در انجمن های سیلک رود اصلی و سیلک رود ۲.۰ پاسخ داده است.  همچنین این سایت دارای برنامه کاهش آسیب و آگاهی از مواد مخدر است. 